# 大谷鄉 (奧爾特縣)
44°28′00″N 24°27′00″E / 44.4667°N 24.45°E
大谷鄉（羅馬尼亞語：Comuna Valea Mare, Olt），是羅馬尼亞的鄉份，位於該國南部，由奧爾特縣負責管轄，處於布加勒斯特以西130公里，每年平均降雨量970毫米，海拔高度180米，2007年人口3,963。